# Else Alfelt
Else Alfelt (Kopenhagen, 16 september 1910 - Kopenhagen, 9 augustus 1974) was een Deens kunstschilder. Zij was aangesloten bij de Cobra-beweging. In 1934 trouwde zij met de kunstschilder Carl-Henning Pedersen, die eveneens lid was van Cobra.
Else Alfelt was op 13-jarige leeftijd begonnen met schilderen en was autodidact.
In Herning, Denemarken werd in 1976 een museum geopend, dat gewijd is aan het werk van Alfelt en Pedersen.